# Đốt phá rừng làm nương rẫy

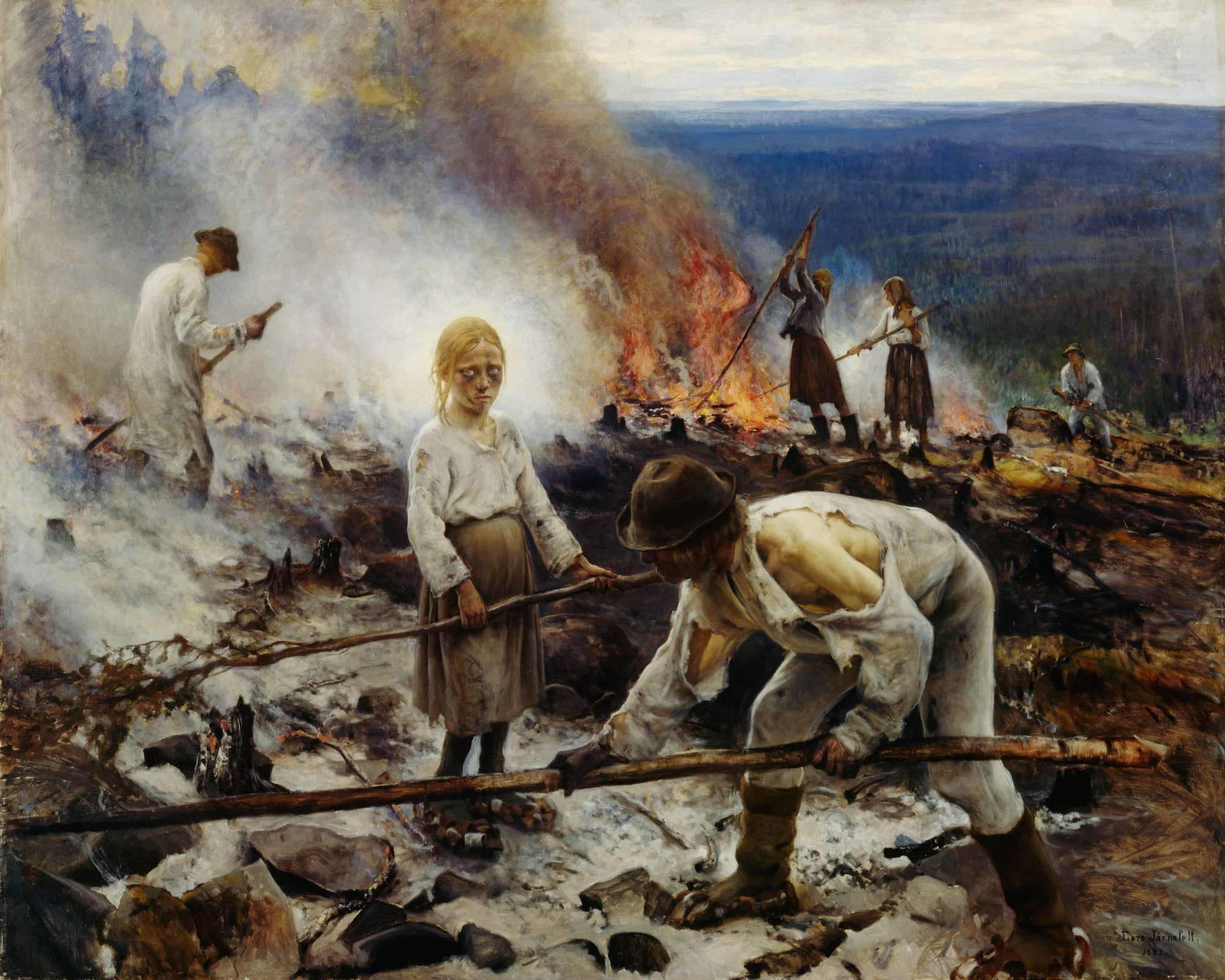
Raatajat rahanalaiset, một bức tranh của Eero Järnefelt nói về đốt phá rừng làm nương rẫy.

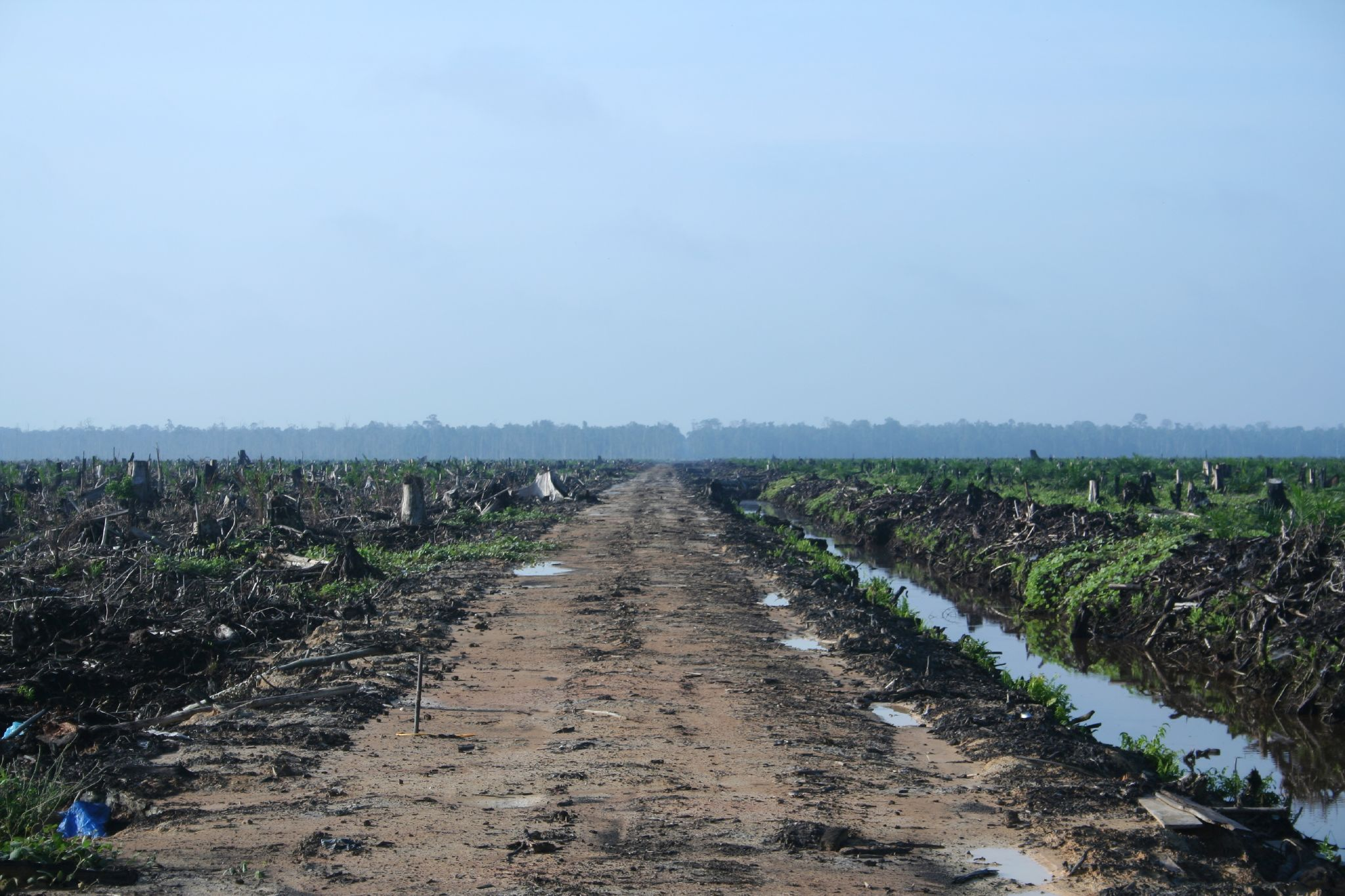
Phá rừng ở Indonesia để lấy dầu cọ.

Đốt phá rừng làm nương rẫy là một phương pháp canh tác liên quan đến việc cắt và đốt cây trong rừng rậm hoặc rừng thưa để tạo ra cánh đồng được gọi là nương rẫy. Phương pháp này bắt đầu bằng cách chặt cây và cây gỗ trong một khu vực. Thảm thực vật bị đốn hạ sau đó được để khô, thường là ngay trước phần mưa nhất trong năm. Sau đó, sinh khối bị đốt cháy, dẫn đến một lớp tro giàu dinh dưỡng làm cho màu mỡ của đất, cũng như loại bỏ tạm thời cỏ dại và loài gây hại. Sau khoảng ba đến năm năm, năng suất của lô đất giảm do cạn kiệt chất dinh dưỡng cùng với sự xâm nhập của cỏ dại và sâu bệnh, khiến nông dân phải từ bỏ cánh đồng và chuyển sang một khu vực mới. Thời gian cần thiết để phục hồi tùy thuộc vào địa điểm và có thể mất từ năm năm đến hơn hai mươi năm, sau đó âm mưu có thể bị cắt và đốt lại, lặp lại chu kỳ. Tại Ấn Độ, kiểu làm này gọi là jhum hay jhoom.
Đốt phá rừng làm nương rẫy có thể là một phần của canh tác nương rẫy, một hệ thống nông nghiệp trong đó nông dân thường xuyên di chuyển từ vùng này sang vùng khác. Nó cũng có thể là một phần của sự chuyển bãi chăn nuôi theo mùa, sự di chuyển của vật nuôi giữa các mùa. Một ước tính sơ bộ là 200 triệu đến 500 triệu người trên toàn thế giới sử dụng đốt phá rừng làm nương rẫy. Vào năm 2004, ước tính chỉ riêng ở Brazil, 500.000 trang trại nhỏ mỗi người đã dọn sạch trung bình một ha (2,47105 acre) rừng mỗi năm. Kỹ thuật này không có thể mở rộng hoặc bền vững cho các quần thể người lớn. Các phương pháp như Inga alley cropping và đốt rừng lấy than đã được đề xuất như là lựa chọn thay thế sẽ gây ra ít hơn suy thoái môi trường.
Một thuật ngữ tương tự là phát quang rừng, đó là phá rừng, thường (nhưng không phải luôn luôn) cho mục đích nông nghiệp. Phát quang rừng không bao gồm đốt.